# Gum 55
Gum 55 (nota anche come RCW 113) è una grande nebulosa a emissione visibile nella costellazione australe dello Scorpione.
Si osserva nella parte meridionale della costellazione, vicino al confine con il Regolo; fa parte del sistema di Scorpius OB1, nei pressi dell'ammasso aperto NGC 6231, posto sul Braccio del Sagittario, e appare come una nebulosa di discrete dimensioni dalla forma arcuata, fotografabile attraverso un telescopio. La sua declinazione è moderatamente australe e ciò comporta che dalle regioni boreali la sua osservazione sia possibile solo a partire dalle regioni temperate più meridionali; dall'emisfero australe invece è osservabile per quasi tutte le notti dell'anno. Il periodo migliore per la sua osservazione nel cielo serale è compreso fra i mesi di maggio e ottobre.
Si tratta di una grande regione H II situata sul bordo meridionale della regione e possiede una forma insolita, simile ad un anello allungato centrato presso le stelle di NGC 6231, estesa fino a 5°, modellata dall'azione combinata del vento stellare delle sue componenti più massicce. La parte nordoccidentale della nube presenta una grande protuberanza oscura nota colloquialmente come Grande Proboscide d'Elefante (LET), similmente a quella di Cefeo; al suo interno sono state individuate tre piccole nebulose a riflessione, indicate con le sigle vdBH 73a, 73b e 73c, la cui componente principale, vdBH 73a, appare illuminata dalla stella bianco-azzurra CPD -41°7613, situata sulla sequenza principale. Questa grande struttura a forma di proboscide sarebbe stata modellata dall'azione del forte vento stellare delle stelle più massicce di NGC 6231, il quale, oltre ad aver creato una grande bolla di vento stellare, ben visibile nella forma ad anello di Gum 55, ha anche compresso il suo gas nelle regioni esterne, provocando così una seconda ondata di formazione stellare, osservata nella Grande Proboscide. La Grande Proboscide contiene alcuni globuli gassosi più densi; sulla parte sommitale della struttura sono state osservate 16 deboli sorgenti con emissioni nella banda dell'Hα, coincidenti sicuramente con altrettante stelle giovani di piccola e media massa probabilmente associate alle stelle più massicce responsabili dell'illuminazione delle componenti di vdBH 73. Sempre sulla punta della Proboscide sono state individuate due sorgenti radio, catalogate con le sigle SFO 82a e SFO 82b.
Sulla linea di vista di questa nebulosa si sovrappongono alcune aree nebulose minori situate in realtà alla distanza di appena 100-300 parsec dal Sole e probabilmente connesse alla Nube del Lupo, nel Braccio di Orione; queste sottili nebulose sono responsabili della leggera estinzione osservata nelle stelle di Scorpius OB1.